# Agneau de Pauillac
L'agneau de Pauillac  est l'appellation protégée par une indication géographique protégée désignant une carcasse bouchère d'agneau « de bergerie » (il ne pâture pas), élevé « sous la mère » (allaité naturellement). C'est un produit agricole d'élevage ovin.

## Historique
Son origine et sa qualité remontent au XIIIe siècle, quand les bergers de la lande girondine et des Pyrénées pratiquaient la transhumance vers les régions viticoles de l'Aquitaine, qui correspondent aujourd'hui au département de la Gironde. Ce terroir viticole offrait et offre toujours des conditions idéales pour l'élevage ovin.

## Cahier des charges
Le cahier des charges exige que l’agneau de Pauillac naisse puis soit élevé avec sa mère « sur la même exploitation avant d’être abattu dans l’aire géographique ». Il se nourrit au lait par tétée au pis de la mère. Le lait maternel peut être complété par « un concentré de céréales et des matières azotées ». Durant toute leur vie, les agneaux restent en bergerie. 
Autre exigence du cahier des charges : le troupeau des mères doit être constitué de brebis rustiques (Lacaune viande, Tarasconnaise, Blanche du Massif Central). Les reproducteurs sont des béliers de qualité bouchère (Bérichon du Cher, Charollais, Suffolk, Rouge de l’Ouest).

## Production
Cet agneau doit sa renommée gastronomique à des laitières reconnues pour leurs qualités maternelles et des pères aux excellentes qualités bouchères. Nourri sous la mère, pendant 75 jours, il est commercialisé avec un poids de carcasse variant entre 11 et 15 kilos.

## Gastronomie

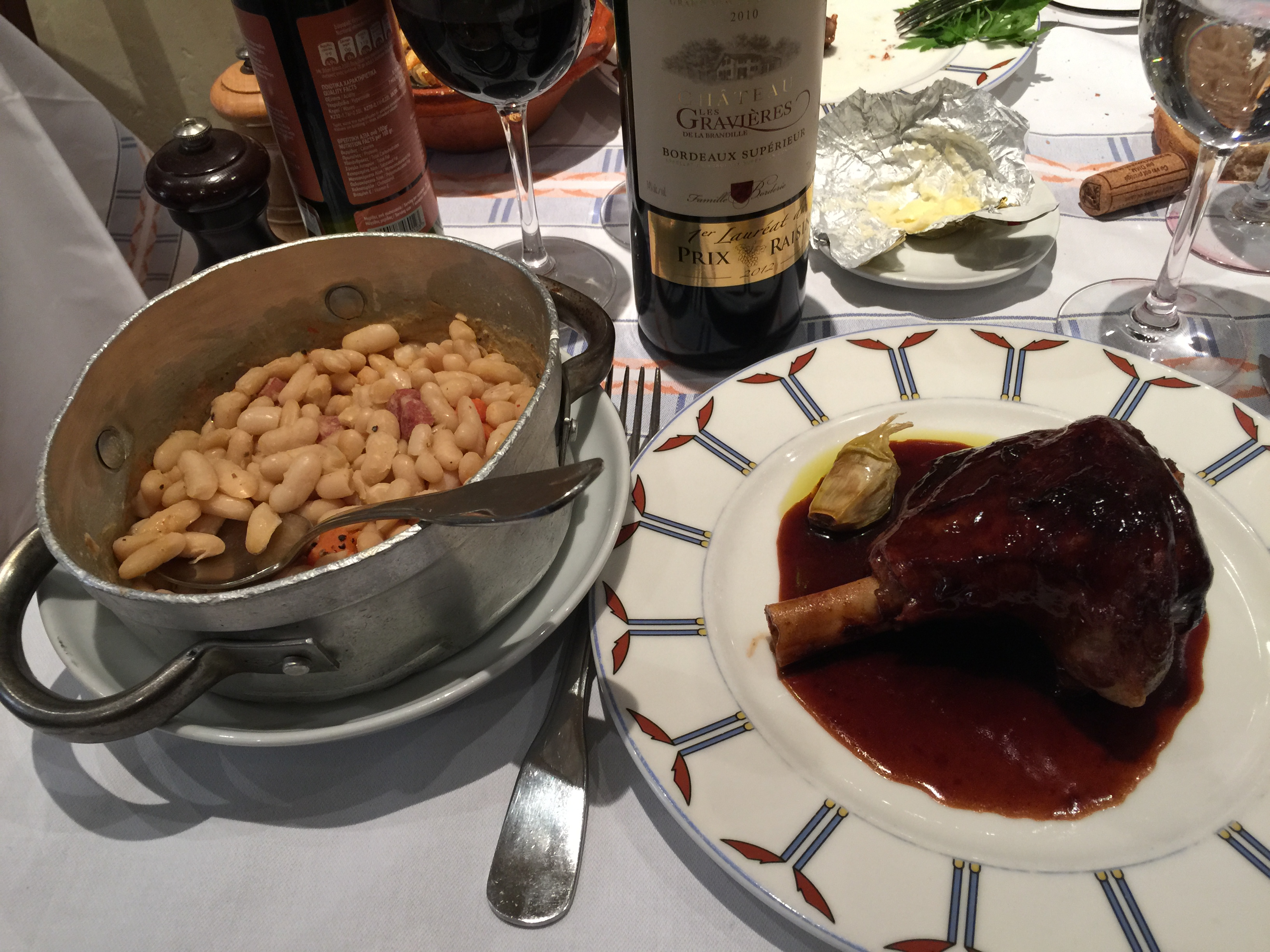
Agneau de Pauillac et haricots tarbais
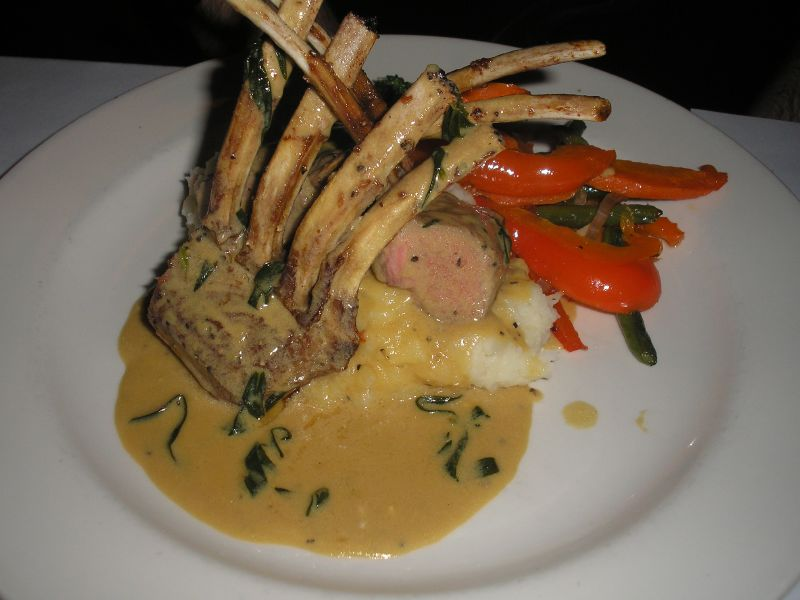
Carré d'agneau de Pauillac